# Sidomukti (Kebomas)
Sidomukti is een bestuurslaag in het regentschap Gresik van de provincie Oost-Java, Indonesië. Sidomukti telt 3068 inwoners (volkstelling 2010).